# حزب توده‌های سوسیالیست
شاکائی تایشوتو (به ژاپنی: 社会大衆党 Shakai Taishūtō) به معنی حزب توده‌های سوسیالیست یک حزب در اوایل دوره شووا در امپراتوری ژاپن بود. این حزب در سال ۱۹۳۲ از ادغام حزب ملی توده‌های کارگر-کشاورز و
حزب سوسیال دمکراتیک (ژاپن، ۱۹۲۶) به وجود آمد.